# NGC 1105
NGC 1105 è una galassia lenticolare situata nella costellazione dell'Eridano, a una distanza di circa 363 milioni di anni luce dalla nostra Via Lattea.

## Scoperta

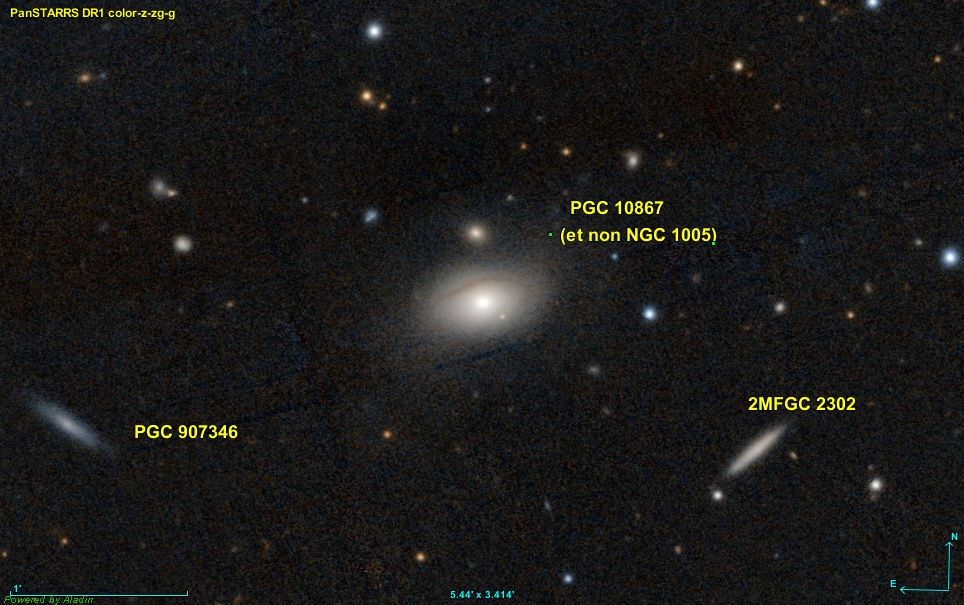
PGC 10867, che non corrisponde a NGC 1105

La galassia è stata scoperta il 2 dicembre 1885 dall'astronomo statunitense Francis Leavenworth. La galassia è stata poi osservata il 30 gennaio 1900 dall'astronomo statunitense Herbert Alonzo Howe e inserita nell'Index Catalogue con il codice IC 1840.
Il sito SIMBAD, la identifica erroneamente con PGC 10867.